# Kraśnik Fabryczny (stacja kolejowa)
Kraśnik Fabryczny – towarowa stacja kolejowa w mieście Kraśnik, w dzielnicy Kraśnik Fabryczny na terenie Fabryki Łożysk Tocznych w województwie lubelskim, w Polsce.